# Gorillas in the Mist (soundtrack)
Gorillas in the Mist is de originele soundtrack, gecomponeerd en gedirigeerd door Maurice Jarre voor de film Gorillas in the Mist uit 1988 van Michael Apted. Het album werd uitgebracht in 1988 door MCA Records.

## Achtergrond
De partituur werd uitgevoerd door The Maurice Jarre Electronic Ensemble en opgenomen in de opnamestudio Record Plant in Los Angeles. De muziek werd opgenomen en gemixt door Joel Moss.
De soundtrack won de Golden Globe voor beste filmmuziek.

## Tracklijst
Alle muziek en teksten zijn geschreven door Maurice Jarre. 
| 1.                 | African Wonderment     | 14:22 |
| 2.                 | Black Magic            | 3:13  |
| 3.                 | Making Contact         | 5:53  |
| 4.                 | Tenderness and Turmoil | 9:40  |
| 5.                 | The Death of Digit     | 5:49  |
| 6.                 | Gorillas in the Mist   | 5:07  |
| Totale duur: 44:04 |                        |       |

## Prijzen en nominaties
| Jaar | Prijs                 | Categorie              | Genomineerde(n)                      | Uitslag     |
| ---- | --------------------- | ---------------------- | ------------------------------------ | ----------- |
| 1989 | Academy Award (Oscar) | Beste originele muziek | Gorillas in the Mist – Maurice Jarre | Genomineerd |
| 1989 | Golden Globe          | Beste filmmuziek       | Gorillas in the Mist – Maurice Jarre | Gewonnen    |